# Сильвестр (Помовский)
Сильвестр Помовский (Пиновский) — священнослужитель Русской православной церкви; ректор Киево-Могилянской академии.
О дате и месте рождения Сильвестра нет сведений. Учился в Киево-Могилянской академии. 
Сменив несколько постов Сильвестр Помовский был назначен ректором Киево-Могилянской академии, став преемником Феофана Прокоповича.
Управлял Киево-Братским монастырем с 1716 года. Состояние монастыря при нем было не особенно отрадно. Жители монастырских имений, ввиду грозивших гонений от униатов, больше думали о собственной безопасности, чем об обязанностях в отношении к монастырю. Для увеличения монастырских доходов, по ходатайству монастырского начальства, гетман Иван Ильич Скоропадский универсалом от 1 ноября 1720 года утвердил за монастырем село Мотовиловку.
Сильвестр Помовский умер в 1721 году.